# Giffard (azienda)
Giffard è un'azienda francese che produce liquori, con sede nel comune di Avrillé.

## Storia

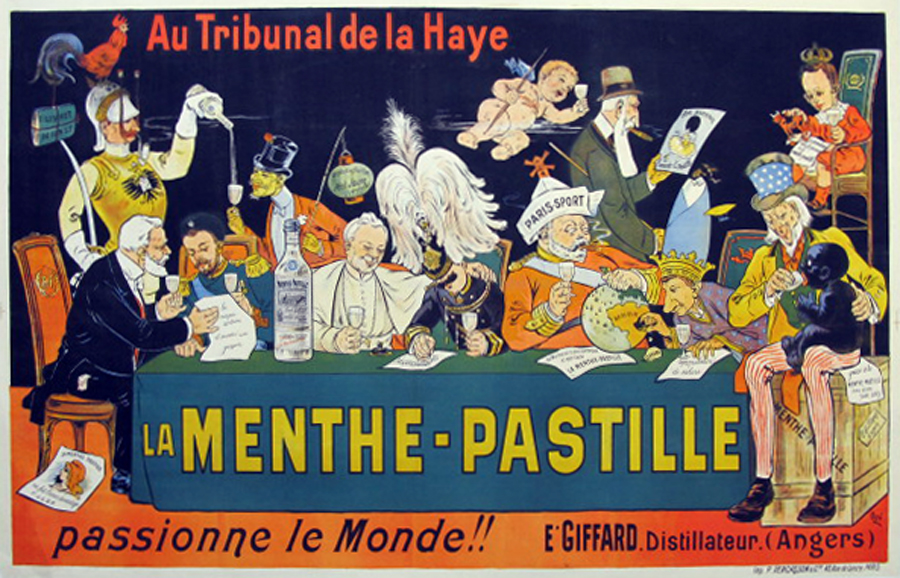
Pubblicità del 1904 delle menthe-pastille, realizzata da Eugène Ogé

La società fu fondata nel 1885 dal farmacista di Angers Emile Giffard. Crea un liquore a base di menta con delle virtù rinfrescanti e digestive. Dinanzi al successo delle sue ricerche, Emile Giffard trasforma la sua farmacia in distilleria e nomina il suo liquore «Menthe-Pastille».
Il 1º gennaio 1954 viene creata la SA Giffard & C. (giuridicamente una Società anonima), con un consiglio d'amministrazione, che impiega tra le 20 e le 50 persone. Lo stesso anno la società Giffard riacquista il liquore Rayer.
Nel 1972, la società Giffard, dovendo ampliare i suoi locali del centro di Angers, si sposta in edifici più vasti e funzionali ad Avrillé. Nel 2000, vi è un ingrandimento della distilleria con la costruzione di nuove sale.

## Economia
Oggi, il fatturato della SA Giffard & C. è di: 8,5 milioni di euro. Di cui il 25% del fatturato è per esportazione in Germania, Austria, Corea del Sud, Gran Bretagna, Ungheria, Italia, Norvegia, Paesi Bassi e Vietnam.
In giugno vengono raccolte le ciliegie e mandate alla società Giffard che ne utilizza circa 25 tonnellate, di cui una parte serve a realizzare i frutti sotto grappa ed il resto viene mandato alla fabbrica di Angers per produrre il liquore "Guignolet". Essendo consegnate ogni giorno, la società Giffard impiega per la durante il raccolto una quarantina di persone per separare e denocciolare le ciliegie. Le più belle serviranno per fabbricare i frutti alla grappa.

## Marche prodotte Giffard

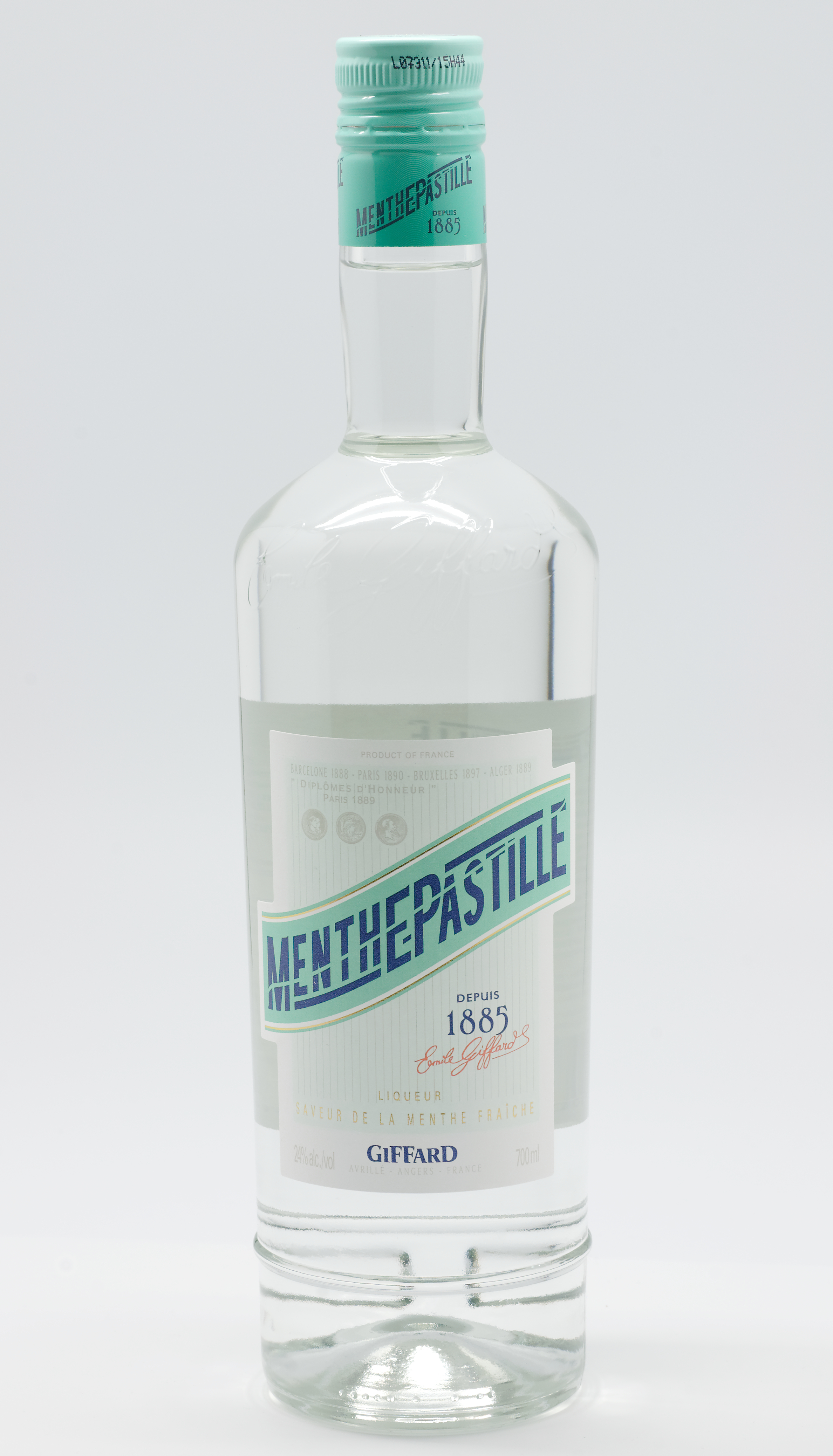
Bottiglia di menthe-pastille

- Giffard Menthe-Pastille, è prodotto con lo stesso metodo dei suoi primi tempi, a partire dalle stesse varietà di menta piperita d'origine inglese. L'aroma della menta viene stimolato dall'alcool, e il liquore lascia la bocca fresca, pura, molto equilibrata, e dà una sensazione di freschezza estrema. Il suo titolo alcolometrico è del 24%.
- Giffard Cocogif, è una bevanda trasparente agli estratti naturali di noce di cocco. Ha un gusto piacevole e molto pronunciato in noce di cocco, e può essere usato in vari cocktail; ha 20% di alcool (vol.).
- Giffard Mangalore,  ha un colore rosso intenso e un gusto pepato, arrotondato da spezie e aromi (tra i quali limone, cardamomo e cannella, che conferisce morbidezza al prodotto); ha il 40% di alcool (vol.).
- Giffard Cachaça Thoquino, è un liquore con il 100% di canna da zucchero pura, creato dalla distillazione del succo fresco di canna da zucchero fermentato per sette giorni prima della distillazione. Questo periodo di fermentazione, più lungo di quello usato per produrre il rum, dà al liquore il suo gusto particolare. Contrariamente ad un altre bevande alcoliche come la cachaça, che perdono rapidamente il proprio aroma all'aria, Thoquino conserva il suo a lungo anche nei bicchieri. Ha il 40% di alcool (vol.).

## Gamma di prodotti
La gamma di prodotti Giffard riguarda anche i liquori (guignolets), le creme di frutta, i frutti alla grappa e gli sciroppi:

### Il Guignolet
Il Guignolet è un liquore a base di ciliegie acide originario di Angiò. Deve il suo nome a guigne (ciliegia tenerina, una delle specie di ciliegie che è utilizzata nella sua preparazione oltre all'amarena e alla ciliegia nera).

### Le creme di frutta
Creme di frutta con alcool, agli aromi diversi (ribes nero, lampone, pesca, mirtillo, more, fragole e ciliegie), da servire come aperitivo con vino bianco e vino frizzante, in glassatura, con sorbetto, con ghiaccio o come pasticcini.

### I frutti con grappa
Diversa frutta è preparata, al brandy, nelle distillerie dell'impresa di Avrillé.
Ciliegia-griotte, prugna all'Armagnac, prugne Reine Claude ed una specialità di Angers: l'Eau de Vie de Poire William d'Anjou.

### Gli sciroppi
Limpresa produce anche una gamma completa di sciroppi, con una trentina di diversi aromi. Questa produzione si aggiunge a quella degli alcolici ed alle bevande lisce e gasate (acqua, soda, ecc).